# Gerard de Malynes
Gerard de Malynes (Anversa, 1586 – 1641) è stato uno scrittore e mercante britannico, membro della Società dei mercanti, Consigliere del Governo e funzionario per il conio della moneta.

## Biografia
Prolifico scrittore in materia economica, ha combattuto duramente e con poco successo contro gli speculatori, chiedendo il ripristino delle regole commerciali internazionali. Nel 1601 ha pubblicato il libro “A treatise of the canker of England's Commonwealth”. Fu uno dei maggiori esponenti del mercantilismo, e sostenne fortemente la necessità di porre dazi all'importazione delle merci e di proibire l'esportazione di metalli preziosi. Nelle sue opere cercò di analizzare il meccanismo dei cambi esteri, ponendoli in relazione al flusso dei metalli preziosi e dei prezzi.  Famoso fu il suo dibattito con Edward Misselden del quale confutava le teorie, cercando solo nelle alterazioni del cambio, le ragioni dello squilibrio della bilancia dei pagamenti. La sua visione della teoria quantitativa della moneta voleva che, diminuendo questa, sarebbero diminuiti i prezzi e di conseguenza le ragioni di scambio con l'estero, a danno del deficit commerciale (possibile solo in caso di bassa elasticità degli scambi in funzione del prezzo).